# IBMプレイヤー・オブ・ザ・イヤー賞
IBMプレイヤー・オブ・ザ・イヤー賞とは、1989年から2001年まで存在した日本プロ野球の選手表彰の一つ。

## 概要
IBMプレイヤー・オブ・ザ・イヤー賞とは、IBMベースボール・インフォメーション・システム (IBM BIS　現在のNPB・BIS) が選ぶ賞。公式記録員のつけるスコアカードからのデータを、コンピューターで「BISポイント」という数字に置き換えて評価する。BISポイントとは、投手・打者の活躍度を、イニング・得点差・塁上の走者などの要素を含めて表す偏差値のようなもので、平均値は50ポイントとなる。公式戦に出場した全選手が対象。シーズンを通して一流選手しか表彰されないという厳しい基準になっている。

## 受賞者
| 年   | セントラル・リーグ   | セントラル・リーグ | パシフィック・リーグ | パシフィック・リーグ       |
| 年   | 名前                 | 所属               | 名前                 | 所属                       |
| ---- | -------------------- | ------------------ | -------------------- | -------------------------- |
| 1989 | 斎藤雅樹             | 読売ジャイアンツ   | 阿波野秀幸           | 近鉄バファローズ           |
| 1990 | 斎藤雅樹             | 読売ジャイアンツ   | 清原和博             | 西武ライオンズ             |
| 1991 | 落合博満             | 中日ドラゴンズ     | 秋山幸二             | 西武ライオンズ             |
| 1992 | ジム・パチョレック   | 阪神タイガース     | 秋山幸二             | 西武ライオンズ             |
| 1993 | 今中慎二             | 中日ドラゴンズ     | メル・ホール         | 千葉ロッテマリーンズ       |
| 1994 | 大豊泰昭             | 中日ドラゴンズ     | イチロー             | オリックス・ブルーウェーブ |
| 1994 | 斎藤雅樹             | 読売ジャイアンツ   | 伊良部秀輝           | 千葉ロッテマリーンズ       |
| 1995 | 野村謙二郎           | 広島東洋カープ     | イチロー             | オリックス・ブルーウェーブ |
| 1995 | 斎藤雅樹             | 読売ジャイアンツ   | 平井正史             | オリックス・ブルーウェーブ |
| 1996 | 松井秀喜             | 読売ジャイアンツ   | イチロー             | オリックス・ブルーウェーブ |
| 1996 | 斎藤雅樹             | 読売ジャイアンツ   | エリック・ヒルマン   | 千葉ロッテマリーンズ       |
| 1997 | 松井秀喜             | 読売ジャイアンツ   | イチロー             | オリックス・ブルーウェーブ |
| 1997 | 佐々木主浩           | 横浜ベイスターズ   | 西口文也             | 西武ライオンズ             |
| 1998 | 松井秀喜             | 読売ジャイアンツ   | フィル・クラーク     | 近鉄バファローズ           |
| 1998 | 佐々木主浩           | 横浜ベイスターズ   | 大塚晶文             | 近鉄バファローズ           |
| 1999 | ロバート・ローズ     | 横浜ベイスターズ   | タフィ・ローズ       | 大阪近鉄バファローズ       |
| 1999 | 上原浩治             | 読売ジャイアンツ   | 工藤公康             | 福岡ダイエーホークス       |
| 2000 | 松井秀喜             | 読売ジャイアンツ   | 小笠原道大           | 日本ハムファイターズ       |
| 2000 | メルビン・バンチ     | 中日ドラゴンズ     | ロドニー・ペドラザ   | 福岡ダイエーホークス       |
| 2001 | ロベルト・ペタジーニ | ヤクルトスワローズ | タフィ・ローズ       | 大阪近鉄バファローズ       |
| 2001 | 野口茂樹             | 中日ドラゴンズ     | 松坂大輔             | 西武ライオンズ             |

## 記録
最多受賞
- 投手
  - 斎藤雅樹 5回（1989 - 1990年、1994 - 1996年）
- 野手
  - イチロー 4回（1994 - 1997年）
  - 松井秀喜 4回（1996 - 1998年、2000年）